# Kord-e Shāmī
Kord-e Shāmī (persiska: كَرد شامی, كُردِ شاهی, کرد شامی) är en ort i Iran.   Den ligger i provinsen Chahar Mahal och Bakhtiari, i den centrala delen av landet, 400 km söder om huvudstaden Teheran. Kord-e Shāmī ligger 2 270 meter över havet och antalet invånare är 727.
Terrängen runt Kord-e Shāmī är kuperad. Runt Kord-e Shāmī är det glesbefolkat, med 17 invånare per kvadratkilometer. Närmaste större samhälle är Gandomān, 12,8 km nordväst om Kord-e Shāmī. Omgivningarna runt Kord-e Shāmī är i huvudsak ett öppet busklandskap.